# Iantar

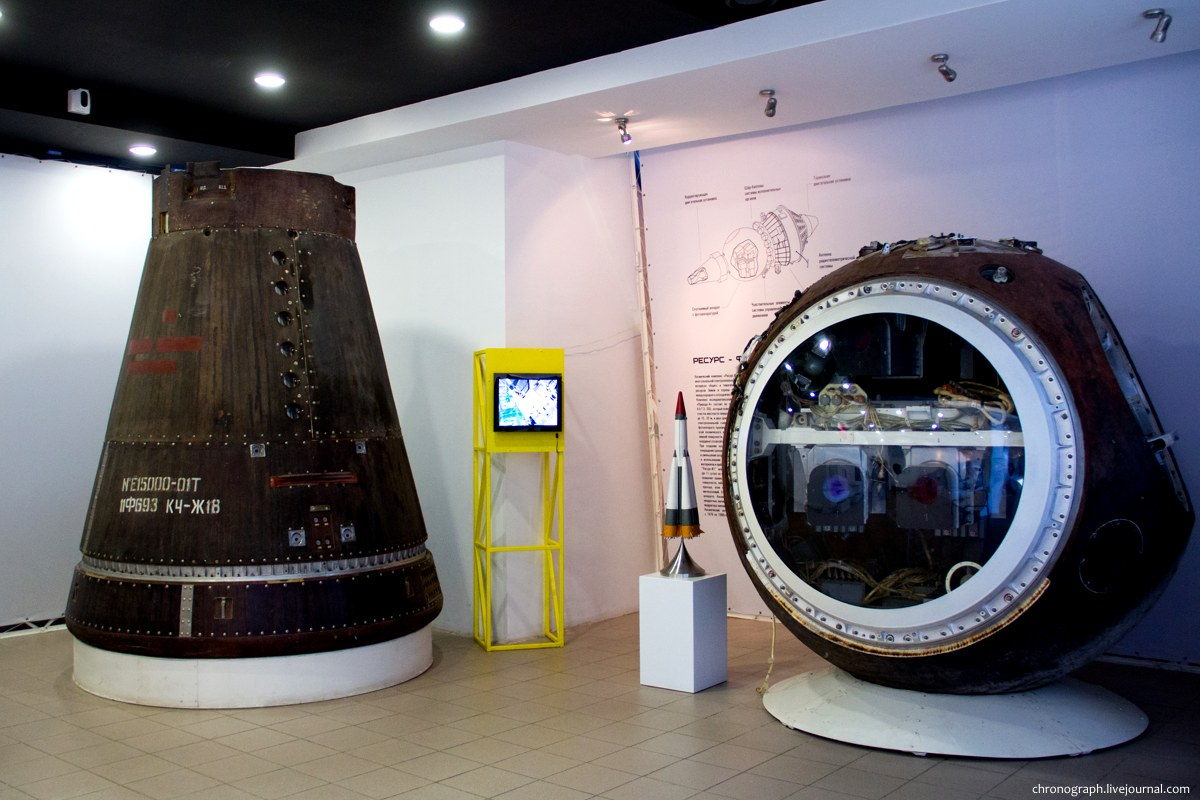
Module de descente d'un Resours-F1 (à droite), exposé avec celui d'un Iantar-2K (à gauche) à Samara

Iantar (Янтарь signifiant ambre) est avec les  Zenit une des deux grandes familles de satellites de reconnaissance militaires mise en œuvre par l'Union soviétique puis la Russie dont le premier exemplaire a été lancé en 1974. Il s'agit d'un satellite de reconnaissance optique lourd utilisant dans la majorité des versions une ou deux capsules de rentrée pour ramener les films photographiques sur Terre. Près de 200 satellites de ce type ont été lancés se déclinant en plusieurs séries. Ce type de satellite dans sa version 4K2M continue d'être lancé régulièrement.

## Historique
En 1964, débutent les travaux sur le nouveau vaisseau spatial habité soviétique Soyouz. Le projet prévoit le développement de deux versions sans équipage dédiées à la reconnaissance optique : Iantar-1 avec une résolution optique moyenne et Iantar-2 capable de fournir des photos à haute définition. Ces engins devaient emporter de petites capsules capables de retourner sur terre pour ramener en cours de mission des films permettant ainsi de répondre à des situations d'urgence avant le retour sur terre du vaisseau proprement dit. Mais le développement de ce nouveau satellite est freiné par les difficultés de mise au point du vaisseau habité.
Progressivement, une version très différente du vaisseau Soyouz est néanmoins développée bien que partageant certaines pièces avec celui-ci. En 1967, un décret officiel lance le projet avec un premier vol planifié en 1969. À l'époque plusieurs versions dérivées sont étudiées en parallèle mais aucune ne dépassera le stade de la planche à dessin. Les premiers vols qui n'ont lieu qu'en 1974 sont précédés par l'envoi de certains composants dans l'espace pour valider leur fonctionnement en particulier les petites capsules chargées de ramener les films en cours de mission.
Le premier vol, le 23 mai 1974, est un échec dû au lanceur. Le 13 décembre 1974, le satellite est finalement mis en orbite et la capsule principale parvient à ramener ses films à terre après un séjour de 12 jours en orbite. Après quatre autres tests, le système est déclaré opérationnel le 22 mai 1978.

## Caractéristiques techniques

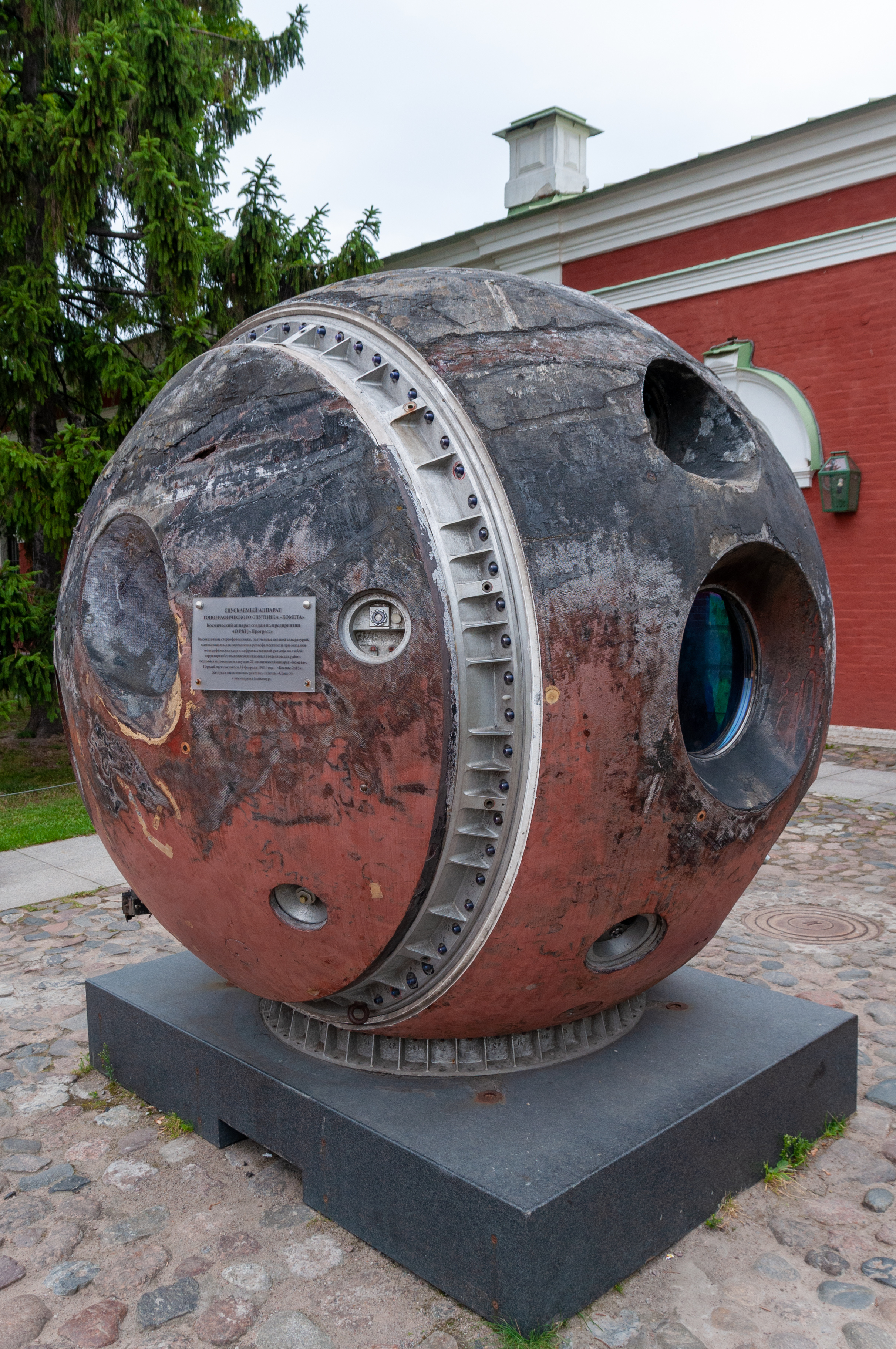
Module de descente Iantar-1KFT exposé à Saint-Pétersbourg

Le satellite a la forme d'un cône haut de 6,3 mètres avec un diamètre maximal de 2,7 mètres et une masse de 6,6 tonnes. Il comprend 4 sous-ensembles :
- La base du cône, la partie la plus large, est occupée par le compartiment d'équipement (AO - Agregatnyy Otsek). On y trouve notamment la propulsion principale, le système de régulation thermique, les réservoirs d'ergols et le système de télécommunications. Deux ensembles de 4 panneaux solaires sont rattachés de part et d'autre de ce sous-ensemble.
- Le module instrumental (PO - Pribornnyy Otsek) contient le système de contrôle d'attitude, l'électronique, le gyroscope...
- La capsule de descente (OSA - otsek spetsial'noy apparatury)  contient à la fois le système photographique et la partie optique. À la fin de la mission cette partie du satellite se détache et utilise sa propre propulsion pour effectuer une rentrée atmosphérique. Elle atterrit grâce à un système de parachute ce qui permet sa récupération.
- Deux petites capsules de rentrée (SpK Spuskayemaya Kapsula) fixées de part et d'autre de la capsule de descente peuvent être largués avant la fin de la mission pour ramener une partie des films pris.

## Les différentes versions du satellite Iantar
| Série        | Autre appellation                                                                         | indice GRAU | Premier lancement | Dernier lancement | Nombre d'engins lancés | Masse    | Résolution optique | Orbite typique                               | Durée de vie moyenne | Système de transmission des images  | Remarques            |
| ------------ | ----------------------------------------------------------------------------------------- | ----------- | ----------------- | ----------------- | ---------------------- | -------- | ------------------ | -------------------------------------------- | -------------------- | ----------------------------------- | -------------------- |
| Iantar-1KFT  | Kometa (russe : Комета en français comète) Siluet (russe : Силуэт en français silhouette) | 11F660      | 18 février 1981   | 2 septembre 2005  | 21                     | 6 600 kg |                    | 220 x 220 km                                 | 45 jours.            | Capsule de rentrée de type Zenit.   |                      |
| Iantar-2K    | Feniks (russe : Феникс en français phénix)                                                | 11F624      | 23 mai 1974       | 28 juin 1983      | 30                     |          |                    | 170–180 km, max 330–360 km inclinaison 67,1° | 30 jours             | 2 petites capsules de rentrée.      |                      |
| Iantar-4K1   | Oktan (russe : Октан en français octane                                                   | 11F693      | 27 avril 1979     | 30 novembre 1983  | 12                     |          |                    |                                              | 45 jours             | 2 petites capsules de rentrée.      |                      |
| Iantar-4K2   | Kobalt (russe : Кобальт en français cobalt)                                               | 11F695      | 21 aout 1981      | 25 février 2002   | 82                     |          |                    |                                              |                      | 2 petites capsules de rentrée.      |                      |
| Iantar-4K2M  | Kobalt-M,                                                                                 | 11F695M     | 24 septembre 2004 | 5 juin 2015       | 10                     | 6 700 kg | 0,3 m              | 170 km × 370 km inclinaison 62,8° - 67,2°    | 130 jours            | 2 petites capsules de rentrée.      | Série opérationnelle |
| Iantar-4KS1  | Terilen russe : Терилен en français PET)                                                  | 11F694      | 28 décembre 1982  | 21 décembre 1990  | 15                     |          |                    | 230–280 km ou 180–270 km inclinaison 64,9°   | 6 à 8 mois           | Images transmises par liaison radio |                      |
| Iantar-4KS1M | Neman russe : Неман en français Neman)                                                    | 17F117      | 10 juillet 1991   | 3 mai 2000        | 9                      |          |                    | 230–280 km ou 180–270 km inclinaison 64,9°   |                      | Images transmises par liaison radio |                      |